# مرسيدس-بنز أس أس كي

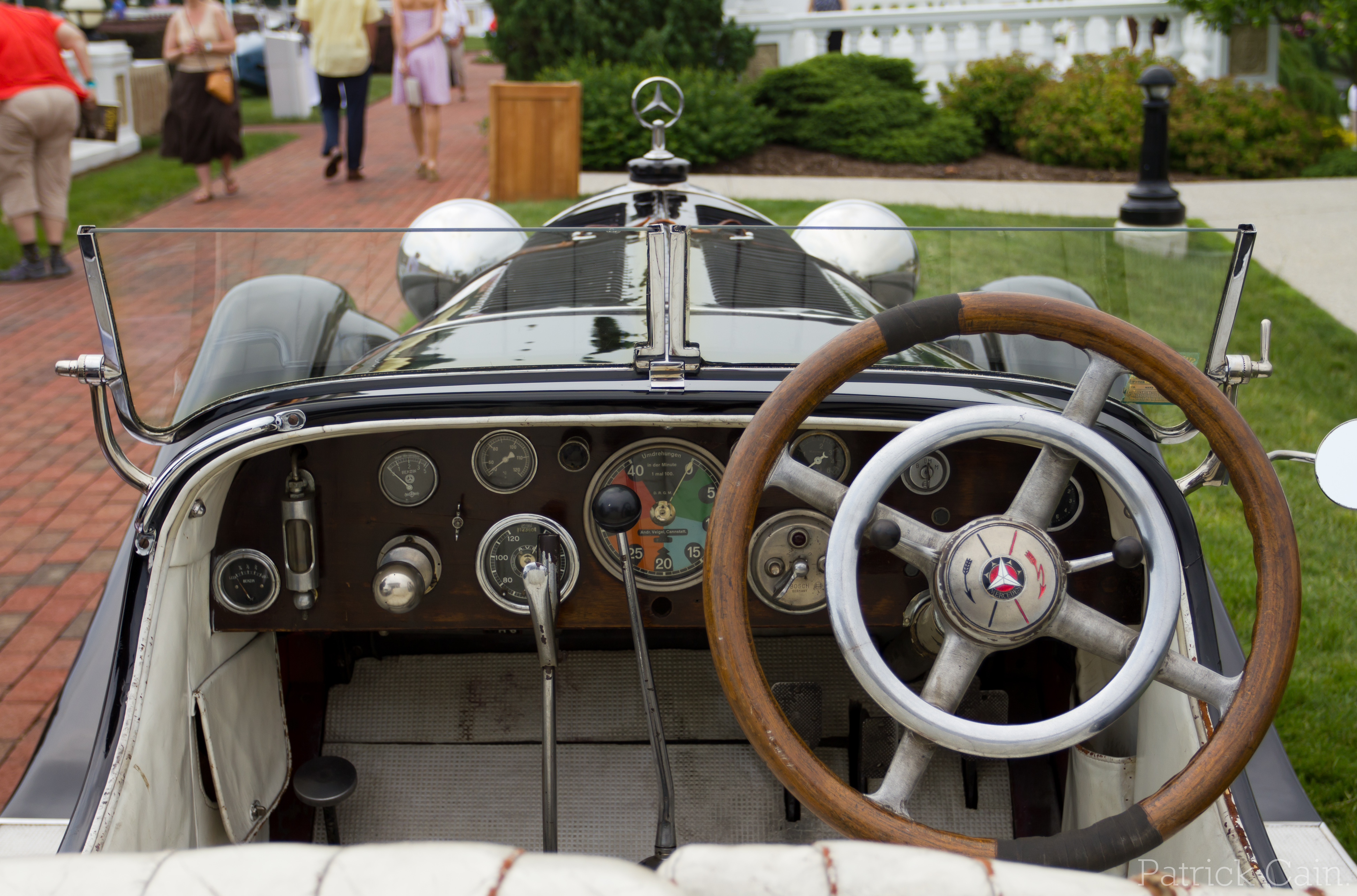
صالون مرسيدس بنز أس أس كي

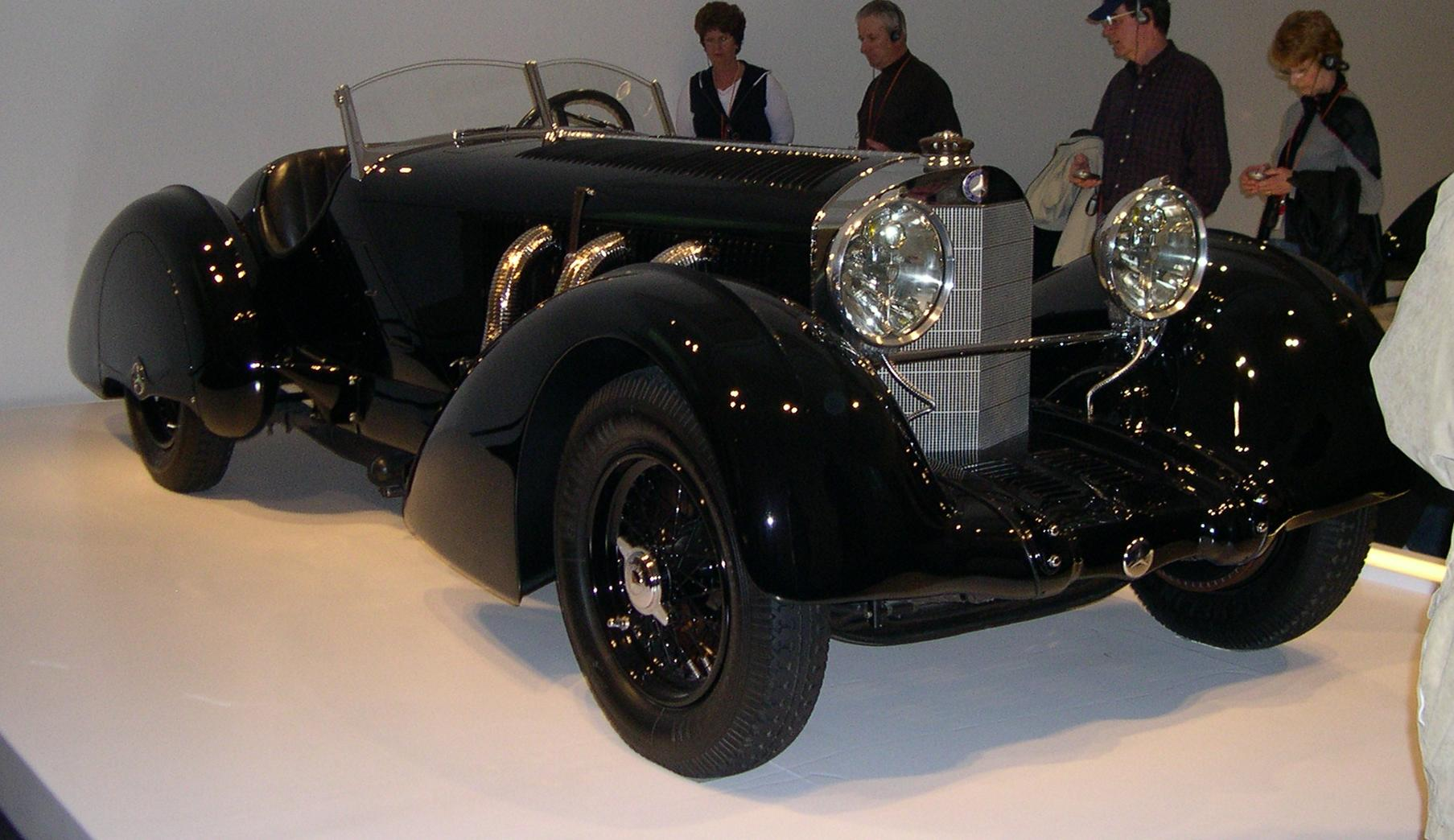
هيكل-تروسي كونت انسيابي مرسيدس-بنز أس أس كي

مرسيدس-بنز أس أس كي (W06) هي سيارة رودستر صنعتها شركة صناعة السيارات الألمانية مرسيدس-بنز بين عامي 1928 و 1932. الاسم هو اختصار لـ Super Sport Kurz ، بالألمانية لـ "Super Sport Short" ، حيث كان تطويرًا قصيرًا لقاعدة العجلات لمرسيدس-بنز موديل إس. أداء أس أس كي الفائق بالإضافة إلى النجاحات التي ححقتها السيارة جعلها واحدة من أكثر الرياضات شهرة في عصرها.

## التصميم والإنجازات
كانت أس أس كي آخر سيارة صممها فرديناند بورش لمرسيدس بنز قبل مغادرته لتأسيس شركته الخاصة . أس أس كي هو تطوير من طراز 1927 موديل أس (S for Sport) والذي استند إلى طراز موديل كي (K لـ «كورزر رادستاند» وهو ما يعني قاعدة عجلات قصيرة) من طراز مرسيدس بنز نوع 630 . كان هيكل أس أس كي 19 بوصة (480 مـم) أقصر من طراز مودل أس لجعل السيارة أخف وزناً وأكثر رشاقة للسباق ،  خاصة السباقات القصيرة وصعود التلال.
زودت السيارة بالسوبرتشارجر واحد عمود كامات علوي ومحرك طولي-6 أسطوانات بسعة 7 لتر  ينتج 200–300 حصان متري (150–220 كـو) وأكثر من 500 رطل قوة-قدم (680 ن·م) من عزم الدوران (اعتمادًا على حالة اللحن ) ،  كانت سرعة الأس أس كي القصوى تصل إلى 120 ميل في الساعة (190 كم/س) ، مما يجعلها أسرع سيارة في عصرها. تم تشغيل الشاحن التوربيني الفائق على محرك أس أس كي بواسطة القابض الذي تم تعشيقه عن طريق الضغط الكامل على دواسة الوقود ثم إعطاء الدواسة دفعة إضافية. التراجع عن دواسة الخانق أدى إلى فصل القابض الشاحن.
فازت أس أس كي في العديد من السباقات، بما في ذلك سباق 500 ميل في الأرجنتين عام 1929، وسباق قرطبة جراند بري 1929 و 1930 ، وسباق الجائزة الكبرى الأرجنتيني لعام 1931 ، في أيدي سائق سباق الجائزة الكبرى الأسطوري رودولف كاراتشيولا، 1929 أولستر سباق الكأس السياحي (حلبة Ards road) ، وسباق الجائزة الكبرى الأيرلندي لعام 1930 ، وسباق الجائزة الكبرى الألماني لعام 1931 ، وسباق 1931 ميل ميليا .
كانت نماذج أس / أس أس / أس أس كي أحد المرشحين في الجولة قبل الأخيرة من التصويت لجائزة سيارة القرن في عام 1999 ، كما تم اختياره من قبل لجنة مكونة من 132من صحفيي السيارات وكذلك التصويت العام على الإنترنت.

## الأصالة والقيمة
تم بناء أقل من 40 أس أس كي خلال فترة الإنتاج، والتي تم بيع نصفها تقريبًا باسم Rennwagen (سيارات السباق). تم تحطيم العديد منها أثناء السباق ثم تم تفكيكهم لاحقًا لأجزاء. لم يتبق سوى أربعة أو خمسة موديلات أصلية بالكامل، وندرتها وتراثها الغني يجعلها من بين أكثر السيارات المرغوبة في العالم ؛ تم بيع نموذج 1929 بالمزاد العلني في بونهامز في تشيتشيستر في سبتمبر 2004 مقابل 4.17 مليون جنيه إسترليني (7.4 مليون دولار أمريكي) ، مما يجعلها ثاني أغلى سيارة تم بيعها في ذلك الوقت. أس أس كي آخر، نسخة مبسطة من «الكونت تروسي» (انظر الصورة) يملكها ويرممها مصمم الأزياء رالف لورين ،  فاز بجائزة أفضل عرض في كل من بيبل بيتش كونكور دي إليجانس و 2007 كونكورسو دي إليجانزا فيلا ديستي .

## في الثقافة الشعبية
السيارة مفضلة لدى شخصية المانجا والأنمي لوبين الثالث ، حيث تظهر في مجمل سلسلة الأنيمي الأولى والثانية إلى جانب الأفلام والعروض الخاصة. ظهرت السيارة أيضًا في لعبة الفيديو فورزا هوريزون 4 كمحتوى قابل للتنزيل .

## روابط خارجية
- مرسيدس بنز 27/180/250 حصان نوع SSK ، 1928 - موقع مرسيدس بنز الرسمي